# Hrvoje Čulić
Hrvoje Čulić (1. siječnja 1923. – 25. prosinca 2013.), bivši Hajdukov vratar s ukupno 46 nastupa za ratni Hajduk nakon njegovog obnavljanja na Visu 7. svibnja 1944. kao momčadi Narodnooslobodilačke vojske Jugoslavije. Boje Hajduka branio je na tri kontinenta, na gostovanjima po Europi, Aziji i Africi.

## Životopis

### Športska karijera
Od 46 nastupa samo je jedna utakmica bila službena, to je ona s Splitom u Splitu 27. srpnja 1946, koju je Hajduk dobio s 1:5. ostale utakmice sve su bile prijateljske.
U utakmici protiv Splita uz Čulića na teren su izašli Kokeza, J. Matošić, Batinić, Broketa, I. Radovniković, Mrčić, Luštica, Viđak, F. Matošić, T. Radovniković.
Izvorno je bio vratar splitskog AŠK-a. U Hajduk su ga pozvali za legendarnu utakmicu protiv reprezentaciju britanske vojske, gdje je bio pričuvnim vratarom.
Hrvoje Čulić je u košarkaškom klubu Splitu, poslije Jugoplastici, pored igračkih aktivnosti, bio i tajnik, trener, vodio cijelu struku kluba te bio stalni član Uprave kluba. Trener košarkaša Solina postaje 1972. godine. Vodi ih tri godine i uvodi u hrvatsku ligu. S prekidima Solinjane je ponovno vodio u sezoni 1981./82. Jedno vrijeme 1976. godine vodio je Dalvina u kvalifikacijama i uveo ga u Prvu ligu. S prekidima je Solinjane ponovno vodio u sezoni 1981./82. Kuriozitet je da je bio vodio momčad na utakmici na kojoj je umro legenda hrvatske košarke Enzo Sovitti.
Oženjen je za poznatu splitsku košarkašicu Elviru Čulić (rođ. Karbonari). Djed je poznatog igrača splitske sveučilišne košarke Hrvoja Marina.